# Sci di fondo ai I Giochi olimpici invernali - 50 km maschile
La competizione dei 50 km di sci di fondo dei I Giochi olimpici invernali si disputò il 2 febbraio 1924 a partire dalle 9:30 e presero il via 41 atleti di 12 diverse nazionalità. La pista, assai ghiacciata, copriva un dislivello di 170 m (da 1.000 a 1.170 m s.l.m.) e costituiva un anello con partenza e arrivo nello Stadio olimpico di Chamonix.

## Risultati
| Pos.    | Atleta                | Nazione        | Tempo    |
| ------- | --------------------- | -------------- | -------- |
| Oro     | Thorleif Haug         | Norvegia       | 3:44'32" |
| Argento | Thoralf Strømstad     | Norvegia       | 3:46'23" |
| Bronzo  | Johan Grøttumsbråten  | Norvegia       | 3:47'46" |
| 4       | Jon Mårdalen          | Norvegia       | 3:49'48" |
| 5       | Torkel Persson        | Svezia         | 4:05'59" |
| 6       | Ernst Alm             | Svezia         | 4:06'31" |
| 7       | Matti Raivio          | Finlandia      | 4:06'50" |
| 8       | Oskar Lindberg        | Svezia         | 4:07'44" |
| 9       | Enrico Colli          | Italia         | 4:10'50" |
| 10      | Giuseppe Ghedina      | Italia         | 4:27'48" |
| 11      | Vincenzo Colli        | Italia         | 4:31'34" |
| 12      | Štefan Hevák          | Cecoslovacchia | 4:44'58" |
| 13      | Benigno Ferrera       | Italia         | 4:45'39" |
| 14      | Antonín Gottstein     | Cecoslovacchia | 4:45'48" |
| 15      | Édouard Pouteil-Noble | Francia        | 4:58'27" |
| 16      | Auguste Perrin        | Francia        | 5:04'16" |
| 17      | Josef Německý         | Cecoslovacchia | 5:05'06" |
| 18      | André Médy            | Francia        | 5:10'44" |
| 19      | Oldřich Kolář         | Cecoslovacchia | 5:18'14" |
| 20      | Ferenc Németh         | Ungheria       | 6:16'32" |
| 21      | Szczepan Witkowski    | Polonia        | 6:25'58" |
| -       | Per-Erik Hedlund      | Svezia         | DNF      |
| -       | Tapani Niku           | Finlandia      | DNF      |
| -       | André Bluffet         | Francia        | DNF      |
| -       | Erkki Kämäräinen      | Finlandia      | DNF      |
| -       | Simon Julen           | Svizzera       | DNF      |
| -       | Dušan Zinaja          | Jugoslavia     | DNF      |
| -       | Roberts Plūme         | Lettonia       | DNF      |
| -       | Mirko Pandaković      | Jugoslavia     | DNF      |
| -       | Hans Herrmann         | Svizzera       | DNF      |
| -       | Zdenko Švigelj        | Jugoslavia     | DNF      |
| -       | Adolf Aufdenblatten   | Svizzera       | DNF      |
| -       | Anton Collin          | Finlandia      | DNF      |